# 东方夜新闻
《东方夜新闻》（英语：DragonTV Nightly News），是东方卫视旗下的一档日播新闻杂志类节目，现时由SMG融媒体中心Knews新闻中心制作，自2003年10月23日起开播。《东方夜新闻》原在晚间22：00-22：50，播出节目强调解读与评论，以东方眼光来梳理、整合全天社会资讯，追踪分析新闻热点，关注并引领舆论话题，夹叙夹议，以述带评，以评带叙，在强调影响力的同时，注重新闻诠释方式的立体化和表达方式的个性化。2011年6月20日起，该节目播出时间调整为22：30-23：20，新增多个栏目板块：资讯中国、万象、资讯天下、舆论场、锐观察和第一线（该板块后转移至东方新闻），栏目亮点：新闻大事做深、做透、做精彩；打造个性化的解读与评论。2012年12月31日-2017年4月3日停播，由《子午线》替代，播出时间调整为每周一至五21：30-22：00，初与Knews24并机直播（2018年8月起取消该安排）。2017年7月3日起新增周末版，播出时间为每周六、日22：00-22：10，东方卫视独播，2018年12月28日播出最后一期，后由《今晚60分》取代。

## 节目播映情况
- 该节目工作日版停播前含广告时长为27分钟，及分为两节播映；周末版含为10分钟（含广告）。通常第一节播放国内与上海本地时政新闻和热点新闻，第二节播放国际新闻，间中以片花分隔；逢重大事件会先行插播最新消息并多次连线。
- 停播前该节目于每周一至五21：30首播，实行东方卫视国内版、海外版与Knews24三台联播制；每周六、日22：00东方卫视国内版与海外版双台联播。
- 节目完结时显示“上海这一刻”画面（陆家嘴天际线），及打出“主编”“责编”“编辑”“导播”“美编”“制作”“摄像”“技术”“技术监制”“监制”名单

### 节目调动
该节目会根据中宣部要求的国家政治纪录片的编排需要暂停播出，一般是与央视一套当天晚上播出的次日21:30左右跟播一集；另外如有东方卫视自制政论特别节目播出安排（如《不忘新时代》），亦会暂停播出（以上临时改播的节目，亦会与KNEWS24联播）。

## 节目主播
- 主播通常为一位女主播。工作日版本主播站立于大屏前播报，周末版本则使用主播台靠大屏一侧的位置。
- 周间版现任主播：何婕、雷小雪
- 周末版现任主播：卜凡
- 替班主播：于飞、李菡、秦忆
- 历任主播：袁鸣、叶蓉、骆新、王勇、马红漫、王津元、劳春燕、方宏进、潘涛